# Василий II (епископ Рязанский)

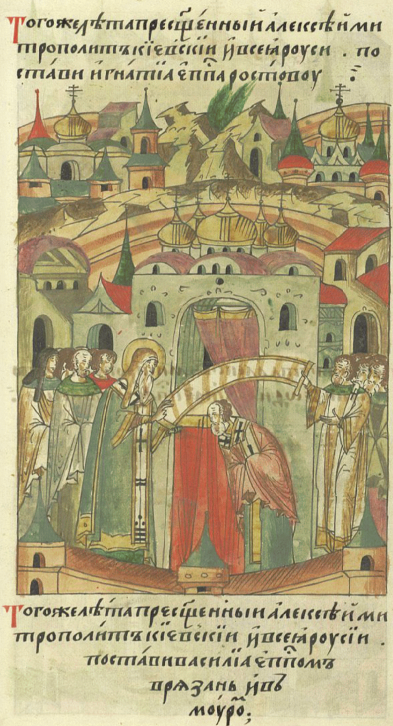
Митрополит Алексий посвящает Василия II в епископы Рязанские и Муромские. Миниатюра из Лицевого летописного свода

Епископ Василий II (ум. ранее 1360) — епископ Русской церкви, епископ Рязанский и Муромский.

## Биография
В 1356 году был хиротонисан во епископа Рязанского митрополитом всея Руси Алексием.
Упоминается в грамоте святителя Алексия на Червлёный Яр. Получил многочисленные земельные пожалования и льготы в различных частях Рязанского княжества от великого князя Олега Иоанновича и его зятя — пронского князя Владимира Димитриевича.
За период его служения в Рязани по его благословению восстановлен сожжённый в 1237 году татарами Рязанский Успенский Ольгов монастырь.
Скончался ранее 1360 года.

## Вопрос о тождестве со святителем Василием Рязанским
Несмотря на то, что традиция ассоциирует святителя Василия Рязанского с епископом Рязанским Василием I (умер в 1294 году), многие моменты жития святителя хронологически относятся к периоду жизни епископа Василия II, поэтому нельзя однозначно установить, о каком из тезоименитых епископов Рязанских говорит житие.